# فرودگاه اوسیمیناس
فرودگاه اوسیمیناس (به انگلیسی: Usiminas Airport) (به زبان بومی: Aeroporto da Usiminas) یک فرودگاه همگانی مسافربری با کد یاتا IPN است که یک باند فرود آسفالت دارد و طول باند آن ۲۰۰۵ متر است. این فرودگاه در کشور برزیل قرار دارد و در ارتفاع ۲۳۹ متری از سطح دریا واقع شده است.